# Andrzej Mularczyk
Andrzej Mularczyk, né le 13 juin 1930 à Varsovie et mort le 21 juin 2024, est un écrivain polonais, scénariste, journaliste et auteur de pièces de théâtre radiophoniques.

## Biographie
Andrzej Edward Mularczyk naît le 13 juin 1930 à Varsovie. Son frère est l'écrivain polonais Roman Bratny.
Andrzej Mularczyk fait ses débuts littéraires en 1943 dans la publication conspiratoire Dźwigary, qui publie son œuvre (anonymement). Après la guerre, en 1949, il commence à travailler comme journaliste en même temps qu'il poursuit ses études au département de journalisme de l'université de Varsovie. Il termine ses études en 1955. Il travaille comme journaliste et chroniqueur pour l'hebdomadaire Świat. Il est membre du Związek Literatów Polskich depuis 1955 et du Stowarzyszenie Filmowców Polskich depuis 1964.
En 1970-1977, il travaille comme directeur littéraire dans le groupe de cinéma Iluzjon, et travaille également pour la radio polonaise pendant de nombreuses années.
De nombreux films sont basés sur ses scénarios, dont certains sont très connus en Pologne, comme la série Sami swoi, Nie ma mocnych, Kochaj albo rzuć, et la série télévisée Dom. Il écrit au total une quarantaine de scénarios. Il est l'auteur de l'histoire du film Post mortem. Katyń sorti en 2007, qui sert de base au film Katyń d'Andrzej Wajda sur le massacre de Katyn.
Sous le pseudonyme d'Andrzej Jurek, il co-écrit le scénario du film Liczę na wasze grzechy, avec Jerzy Janicki.

## Films (sélection)

### Scénarios
- 1958 : Miasteczko
- 1964 : Przerwany beaucoup
- 1966 : Ktokolwiek wie...
- 1967 : Sami swoi
- 1967 : Julia, Anna, Genowefa...
- 1971 : Jeszcze słychać śpiew je rżenie koni...
- 1971 : Na przełaj
- 1973 : Sobie król
- 1973 : Droga
- 1974 : Nie ma mocnych
- 1974 : Cień tamtej wiosny
- 1974 : Głowy pełne gwiazd
- 1975 : Niespotykanie spokojny człowiek
- 1976 : Ostatnie takie trio
- 1977 : Kochaj albo rzuć
- 1978 : Rodzina Połanieckich
- 1978 : Wielki podryw
- 1980- 2000 : Dom
- 1982 : Wyjście awaryjne
- 1982 : Jest mi lekko
- 1983 : Marynia
- 1986 : Rykowisko
- 1988 : Pięć minut avant gwizdkiem
- 1988 : Cesarskie cięcie
- 1989 : Goryl, czyli ostatnie zadanie...
- 1994 : Jest jak jest
- 1999 : Wrota Europy
- 2004 : Cudownie ocalony
- 2007 : Katyń - avec Andrzej Wajda
- 2016 : Les Fleurs bleues

## Prix et distinctions
- 1989 - Prix Italia dans la catégorie Fiction, pour les pièces de théâtre radiophoniques (scénario) Z głębokości wód
- 1996 - Prix Italia dans la catégorie Fiction, pour les pièces de théâtre radiophoniques (scénario) Cyrk odjechał, lwy zostały
- 2005 - Diamentowy Mikrofon [Diamant Micro]